# Matteo Beltrami
Matteo Beltrami (Genova, 19 dicembre 1975) è un direttore d'orchestra italiano.

## Biografia
Nel 2004 è finalista con speciale valutazione di merito al Concorso per giovani direttori d'orchestra della Comunità Europea "F. Capuana".
Nel 2005 dirige La Cenerentola di Gioachino Rossini al Teatro Politeama Greco di Lecce e La traviata al Teatro Arriaga di Bilbao, dove nell'anno successivo dirigerà Don Giovanni.
Nell'autunno 2005 dirige La traviata allo Staatsoper di Stoccarda (con Jonas Kaufmann).
Nel 2006 dirige Il barbiere di Siviglia a Shanghai col Teatro Carlo Felice di Genova e L'elisir d'amore di Gaetano Donizetti al Teatro dell'Opera di Montpellier.
Nella primavera 2007 inaugura la Stagione del Teatro Carlo Goldoni di Livorno con un concerto di musiche di Pietro Mascagni.
Nel 2008 dirige Jonas Kaufmann in un recital lirico a Monaco di Baviera e ad Amburgo.
Nel maggio dello stesso anno ottiene un lusinghiero successo personale di critica e pubblico con La Cenerentola di Rossini al Festival Spoleto/Charleston (U.S.A).
Nell'autunno 2008 dirige The Medium di Gian Carlo Menotti e Gianni Schicchi di Giacomo Puccini nel Circuito Lirico Lombardo (Teatro Ponchielli di Cremona, Teatro Grande di Brescia, Teatro Sociale di Como, Teatro Fraschini di Pavia).
Nel dicembre 2008 dirige l'Orchestra Filarmonica Nazionale Lettone in una serie di concerti per l'anniversario pucciniano.
Nella primavera 2009 dirige l'Orchestra Statale dell'Hermitage con Fiorenza Cedolins ed Elena Obraztsova a San Pietroburgo, a cui segue un concerto al Teatro San Carlo di Napoli con Bruno De Simone.
Nell'estate dello stesso anno dirige una serie di concerti con l'Orchestra del Festival Puccini di Torre del Lago, il Barbiere di Siviglia per la stagione estiva di "Opera Festival" e torna a San Pietroburgo dove dirige un concerto alla Bolshoy Zal (Grand Hall) con l'Orchestra Filarmonica.
Nell'ottobre 2009 dirige un concerto al Teatro Stabile di Potenza alla presenza del Presidente della Repubblica Italiana Giorgio Napolitano e un concerto nell'ambito del Festival Verdi al Teatro Verdi di Busseto con l'Orchestra del Teatro Regio di Parma.
Con l'Orchestra dei Pomeriggi musicali torna nei Teatri del Circuito Lirico Lombardo con La voce umana di Francis Poulenc e Pagliacci di Ruggero Leoncavallo, dittico che interpreta anche nel Teatro Pergolesi di Jesi e al Teatro Comunale di Ferrara con l'Orchestra Filarmonica Marchigiana.
Nel 2010 dirige il Barbiere di Siviglia al Teatro Dante Alighieri di Ravenna, a cui segue Il campanello di Donizetti in scena al Teatro della Fortuna di Fano e La voce umana di Francis Poulenc ed un concerto sinfonico al Teatro Filarmonico di Verona ed un concerto al Teatro Massimo Vincenzo Bellini di Catania.
Al Teatro la Fenice di Venezia dirige L'elisir d'amore di Donizetti e vi torna l'anno seguente con La bohème di Puccini e alla Semperoper di Dresda dirige Rigoletto di Verdi.
Nel 2011 debutta Nabucco di Verdi alla Staatsoper di Darmstadt e nuovamente dirige il dittico Medium e Gianni Schicchi al Teatro Verdi di Trieste con protagonista Tiziana Fabbricini.
Nel 2012 dirige nuovamente la Sächsische Staatskapelle Dresden ne L'elisir d'amore e debutta Lucia di Lammermoor di Donizetti nei teatri del Circuito lombardo, Ravenna, Jesi, Fermo e al Teatro Coccia di Novara.
Nel 2013 dirige Macbeth di Verdi al Theater di Lubecca,  Napoli milionaria (opera)  di Nino Rota al Teatro del Giglio di Lucca,  al Teatro Verdi (Pisa) e al Teatro Carlo Goldoni di Livorno. Al teatro comunale di Sassari debutta Falstaff di Verdi e al Teatro Coccia la Norma di Bellini.
Al Teatro Massimo Vittorio Emanuele di Palermo dirige La traviata con Desirée Rancatore.
Nel 2014 dirige L'elisir d'amore al teatro Aalto di Essen e con la stessa opera ed Il Barbiere di Siviglia ritorna a dirigere la Sächsische Staatskapelle Dresden. A Miskolc al Bartok festival dirige Napoli Milionaria, ad Ascoli Piceno Carmen di Bizet, a Livorno al Teatro Goldoni Tosca di Puccini e a Sassari al  Teatro comunale  Madama Butterfly di Puccini.
Nel 2015 debutta al Maggio Musicale Fiorentino con I puritani di Bellini, al Teatro Coccia dirige Turandot di Puccini.

## Discografía
- Gaetano Donizetti,  Il campanello, Fano, Beltrami, De Candia, Antoniozzi DVD  (Bongiovanni) 2011